# Wiesław Kukuła
Wiesław Marian Kukuła (ur. 16 marca 1972 w Częstochowie) – polski żołnierz, generał SZ RP, dowódca Wojsk Obrony Terytorialnej w latach 2016–2022. Od lutego 2023 do 10 października 2023 Dowódca Generalny Rodzajów Sił Zbrojnych. 10 października 2023 powołany na stanowisko Szefa Sztabu Generalnego Wojska Polskiego.

## Życiorys

### Wykształcenie
Absolwent Wyższej Szkoły Oficerskiej Wojsk Łączności w Zegrzu (1996), Wyższego Kursu Specjalistycznego (1999), studiów magisterskich w Wojskowej Akademii Technicznej w Warszawie (2001) na kierunku elektronika i telekomunikacja oraz Polish Open University (2008), podyplomowe studia polityki obronnej w Akademii Sztuki Wojennej (2016).

### Kariera wojskowa
We wrześniu 1992 podjął studia wojskowe jako podchorąży Wyższej Szkoły Oficerskiej Wojsk Łączności w Zegrzu, które ukończył w 1996. W sierpniu tego roku promowany był na pierwszy stopień oficerski – podporucznika. Służbę zawodową rozpoczął w 1996 w Lublińcu w 1 pułku specjalnym komandosów (obecnie Jednostka Wojskowa Komandosów), gdzie zajmował następujące stanowiska: dowódca plutonu łączności, dowódca kompanii łączności, szef łączności, szef sekcji wsparcia dowodzenia i łączności, szef sztabu. W latach 2003–2004 pełnił służbę w Polskim Kontyngencie Wojskowym w składzie Międzynarodowych Sił Stabilizacyjnych w Republice Iraku. W 2006 został mianowany na stanowisko szefa wydziału dowodzenia i łączności w Szefostwie Działań Specjalnych Sztabu Generalnego Wojska Polskiego, później przeformowanego w Dowództwo Wojsk Specjalnych, gdzie był zastępcą szefa sztabu SzDS. Służbę w Dowództwie zakończył na stanowisku Szefa Pionu Operacyjnego na którym zajmował się planowaniem i kontrolą operacji specjalnych, był również odpowiedzialny za programowanie rozwoju Wojsk Specjalnych. W okresie sześciu lat był związany z Dowództwem Wojsk Specjalnych w Krakowie. Ukończył kursy w NATO Special Operations Headquarters i US Joint Special Operations University.
26 listopada 2012 został skierowany do Lublińca, gdzie objął dowodzenie Jednostką Wojskową Komandosów. Był na tym stanowisku do 28 października 2016. 20 września 2016 został wyznaczony przez ministra obrony narodowej Antoniego Macierewicza na stanowisko Dowódcy Wojsk Obrony Terytorialnej. 29 listopada 2016 w Pałacu Prezydenckim został mianowany przez Prezydenta RP Andrzeja Dudę na stopień generała brygady. Z dniem 1 stycznia 2017 prezydent RP Andrzej Duda mianował go na stanowisko dowódcy Wojsk Obrony Terytorialnej. 1 sierpnia 2018 został mianowany na stopień generała dywizji (akt mianowania odebrał 15 sierpnia 2018). 8 stycznia 2020 otrzymał z rąk prezydenta RP – Zwierzchnika Sił Zbrojnych Andrzeja Dudy akt mianowania na kolejną kadencję na stanowisku dowódcy Wojsk Obrony Terytorialnej. 18 maja 2021 w Warszawie podpisał porozumienie określające obszary wspólnych działań Wojsk Obrony Terytorialnej z uczelnią Wojskową Akademią Techniczną.
18 lipca 2021 na placu Marszałka Józefa Piłsudskiego w Warszawie dokonał aktu promocji na oficerów żołnierzy obrony terytorialnej (absolwenci kursu oficerskiego „Agrykola”). 5 listopada 2021 na wniosek ministra obrony narodowej Mariusza Błaszczaka został mianowany na stopień generała broni. Akt mianowania odebrał 11 listopada 2021 w Belwederze z rąk Prezydenta RP Andrzeja Dudy. 9 grudnia 2021 w Centrum Szkolenia Łączności i Informatyki w Zegrzu wręczył patenty oficerskie absolwentom kursu oficerskiego „Agrykola”. W czasie dowodzenia Wojskami Obrony Terytorialnej dowodził operacjami „Odporna Wiosna”, „Trwała Odporność” i „Silne Wsparcie”. Z dniem 30 grudnia 2022 odszedł ze stanowiska dowódcy Wojsk Obrony Terytorialnej.
Od 1 stycznia 2023 dyspozycja Dyrektora Departamentu Kadr – SG WP. Z dniem 7 lutego 2023 mianowany na stanowisko Dowódcy Generalnego Rodzajów Sił Zbrojnych. 10 października 2023 prezydent RP Andrzej Duda zwolnił go ze stanowiska Dowódcy Generalnego Rodzajów Sił Zbrojnych i mianował na stanowisko Szefa Sztabu Generalnego Wojska Polskiego, zaś 25 października wskazał go na osobę przewidzianą do mianowania na stanowisko Naczelnego Dowódcy Sił Zbrojnych (na czas wojny). 7 listopada 2023 został mianowany przez Prezydenta Polski Andrzeja Dudę na stopień generała.

## Awanse[3][6][30]
- podporucznik – 1996
- porucznik – 1999
- kapitan – 2003
- major – 2004
- podpułkownik – 2006
- pułkownik – 2008

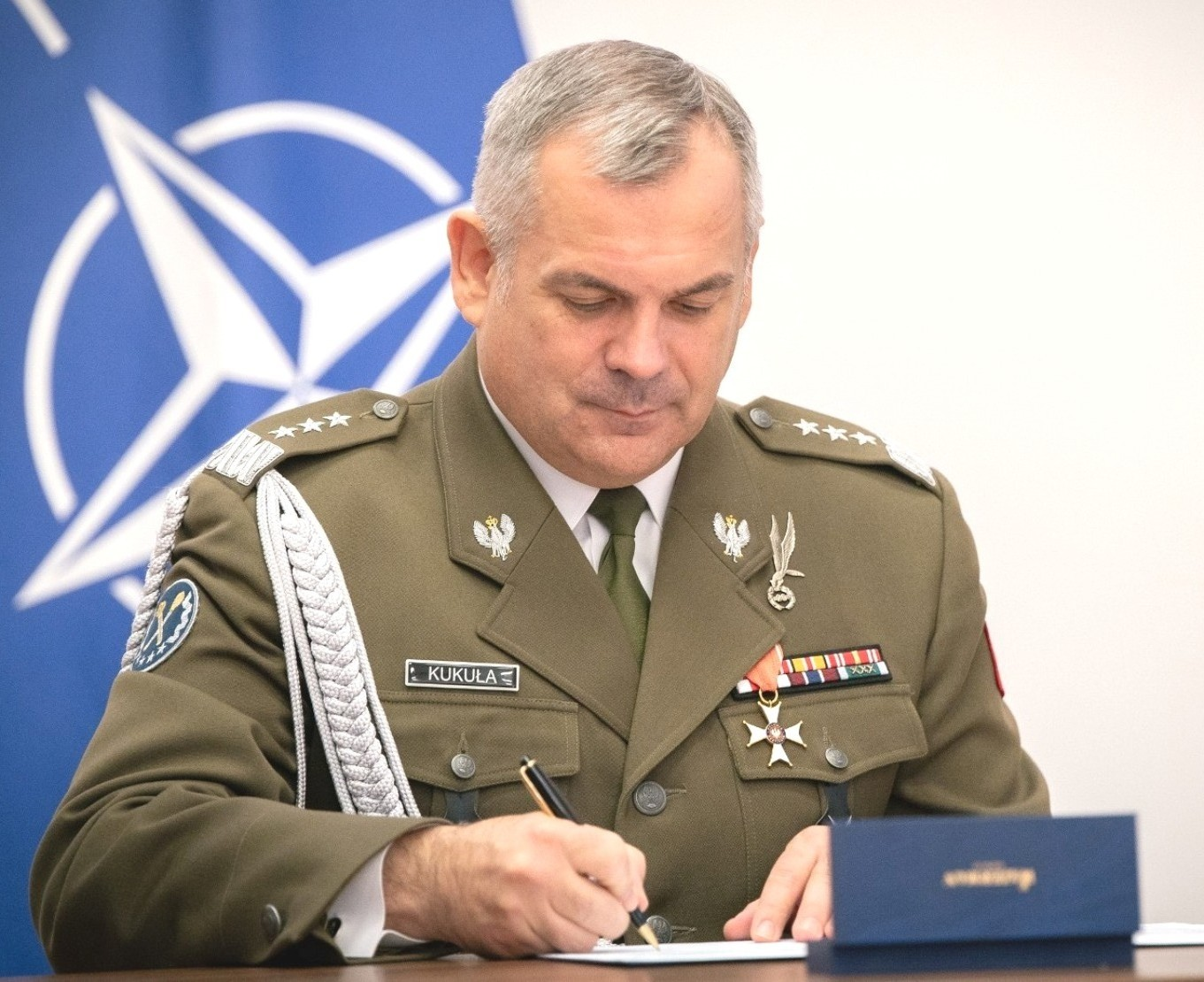
gen. broni Wiesław Kukuła (2023)

- generał brygady – 29 listopada 2016[13] (data odebrania awansu)
- generał dywizji – 15 sierpnia 2018[15] (data odebrania awansu)
- generał broni – 11 listopada 2021[31] (data odebrania awansu)
- generał – 9 listopada 2023[32] (data odebrania awansu)

## Odznaczenia
- Krzyż Kawalerski Orderu Odrodzenia Polski – 2021[1][33]
- Gwiazda Iraku
- Złoty Medal „Siły Zbrojne w Służbie Ojczyzny”
- Brązowy Medal „Siły Zbrojne w Służbie Ojczyzny”
- Złoty Medal „Za zasługi dla obronności kraju”
- Srebrny Medal „Za zasługi dla obronności kraju”
- Brązowy Medal „Za zasługi dla obronności kraju”
- Odznaka skoczka spadochronowego wojsk powietrznodesantowych
- Odznaka tytułu honorowego „Zasłużony Żołnierz RP” I Stopnia (Złota) – 2017[34]
- Odznaka pamiątkowa 1 PSK / JWK – 2012 (ex officio)
- Odznaka pamiątkowa Dowództwa WOT – 2020
- Odznaka pamiątkowa DGRSZ – 2023 (ex officio)
- Odznaka pamiątkowa SG WP – 2023 (ex officio)
- Odznaka absolwenta WAT
- Odznaka absolwenta Podyplomowych Studiów Polityki Obronnej ASzWoj
- Medal Sztabu Generalnego Wojska Polskiego – 2024 (ex officio)[35]
- Medal „Pro Patria” – 2013[36]
- Medal „Pro Bono Poloniae” – 2018[37][38]
- Buzdygan 2021 – nagroda Polski Zbrojnej – 2022[39]
- Krzyż Komandorski Biskupa Polowego Deo et Patriae – 2024[40]
- Krzyż XXX-lecia Ordynariatu Polowego – 2022[41]
- Medal Trzydziestolecia Powołania Straży Granicznej
- Commander Legii Zasługi – Stany Zjednoczone, 2023[42]

- Komandor Legii Honorowej – Francja, 2025[43]

i inne.